# Дібровський Кінний Завод
Дібро́вський Кі́нний Заво́д — роз'їзд 5 класу (до 31.12.2009 року — станція) Полтавської дирекції Південної залізниці на лінії Лохвиця — Ромодан.

## Історія
Розташований у селищі Дібрівка Миргородському районі Полтавської області між станціями Ромодан (13 км) та Сенча (12,5 км).
На роз'їзді зупиняються поїзди далекого та місцевого сполучення.